# Trilha ecológica

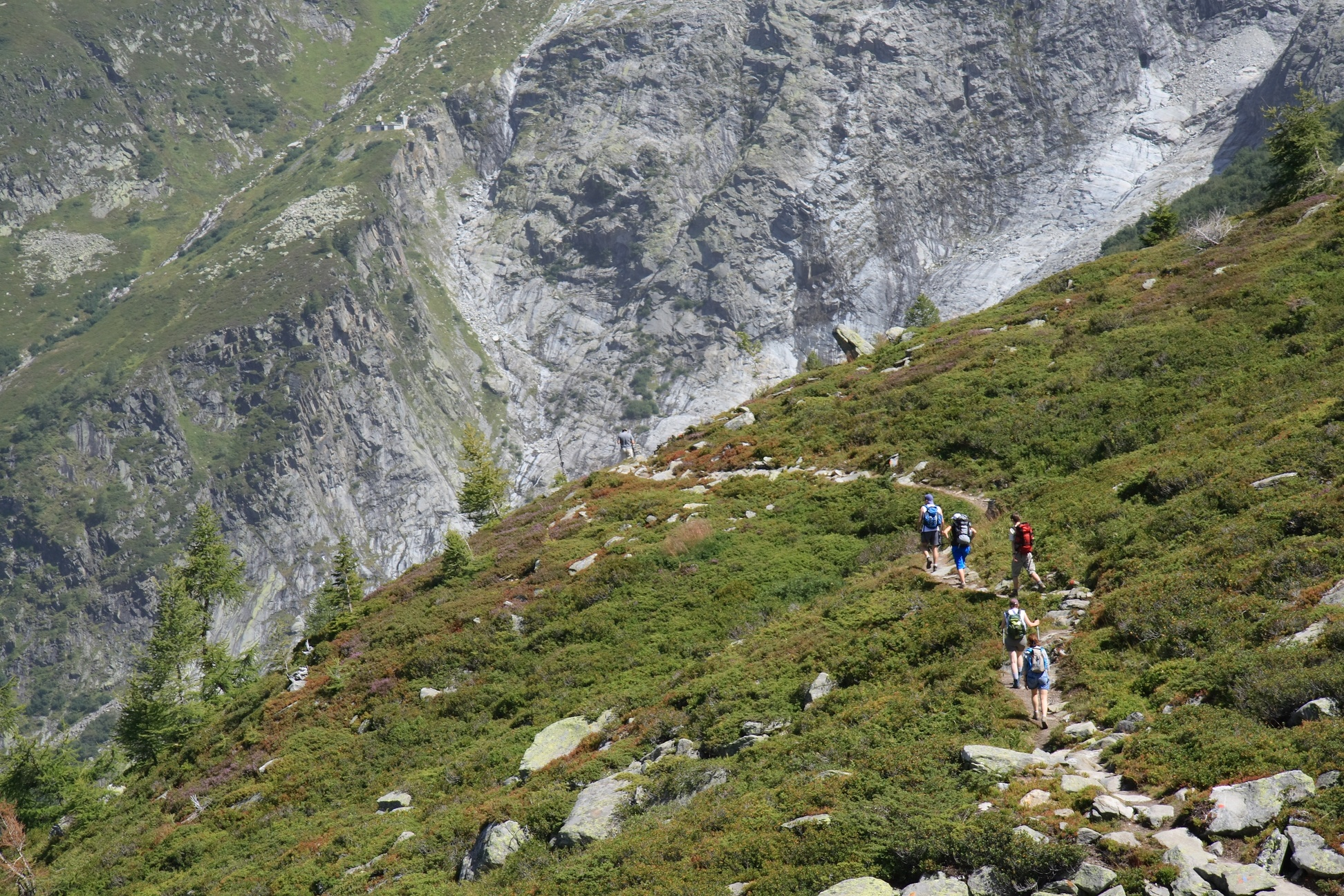
Trilha ecológica em uma montanha.

Caminhada ecológica é uma atividade educativa e recreativa, que envolve a incorporação de princípios ecológicos traduzidos na prática de Educação Ambiental de vertente emancipatória (entendida como processos críticos de aprendizagem, sensibilização, tomada de posição e mudança de atitudes perante a natureza e a natureza humana); na adoção de critérios de atenuação de impactos socioambientais; e na difusão em linguagem acessível de conhecimentos multidisciplinares ou interdisciplinares sobre os locais visitados, utilizando, para isso, a orientação de profissionais qualificados ou pessoas treinadas.
A caminhada ecológica se realiza em locais onde a natureza oferece:
1. algum grau de preservação, conservação ou recuperação ambiental (isto é, que não seja excessivamente antropomorfizada);
2. atrativos cênicos, históricos e/ou estéticos;
3. temas relevantes para conhecimento e estudo de temas socioambientais.

Os locais de visita em caminhadas ecológicas podem ser remanescentes florestais, unidades de conservação ou áreas particulares, em diferentes estágios de conservação, sendo que até áreas em recuperação podem se prestar a visitas, desde que possuam atrativos educacionais relevantes.
Como a variedade de percursos é tão grande quanto a de ambientes naturais visitados – cavernas, rios, florestas, campos, elevações, áreas degradadas etc. –, as atividades também possuem durações e níveis de dificuldade diversos. A classificação destes níveis varia muito de organização para organização, haja vista a subjetividade na mensuração individual e mesmo institucional.
Frequentemente é utilizado o parâmetro genérico dos centros excursionistas brasileiros, que leva em conta o comprimento do percurso, características do relevo, necessidade ou não de acampar, características de sinalização e existência de mapas ou roteiros. Assim, as caminhadas são por estes categorizadas como: leves, leves-superiores, semipesadas e pesadas. No entanto, tal classificação não é ideal, já que deixa margem a erros de interpretação: algumas caminhadas denominadas leves neste sistema podem apresentar obstáculos, subidas íngremes e exposição à altura, características que costumam decepcionar e deixar traumas em participantes iniciantes e sedentários.
Geralmente os grupos de CE são limitados a até vinte e cinco pessoas, dependendo da avaliação intuitiva dos organizadores/guias sobre a relação número de participantes x capacidade de carga. Pelo fato de, na quase totalidade das vezes, não existirem estudos sobre o número ideal de participantes que cada trilha ou local de visita comportaria, tal limite genérico pode ser considerado apenas como um balizador, sem respaldo científico. Porém, ainda assim, cumpre a função de atenuar os impactos, ao conter de alguma forma o trânsito de pessoas no ambiente natural. Já a relação número de caminhantes x número de guias, adotada em consenso por grande parte das organizações cariocas de CE, preconiza um guia para cada dez/quinze pessoas.